# Kulturförderung
Kulturförderung ist im engeren Sinne die Finanzierung oder Subventionierung von Kultur durch ein Gemeinwesen. Im traditionellen Verständnis gehört hierzu insbesondere die direkte Finanzierung öffentlicher Institutionen bzw. Kulturbetrieben (z. B. Theater, Museen, Bibliotheken) und privater Kulturschaffender (z. B. Filmförderung, Kunstvereine). Auch die Vergabe von Preisen und Stipendien durch öffentliche Institutionen zählt zur Kulturförderung. In weiterem Sinne zählen zur Kulturförderung alle Maßnahmen, welche kulturelle Aktivitäten finanziell, organisatorisch oder ideell unterstützen.

## Staatliche Kulturförderung

### Deutschland

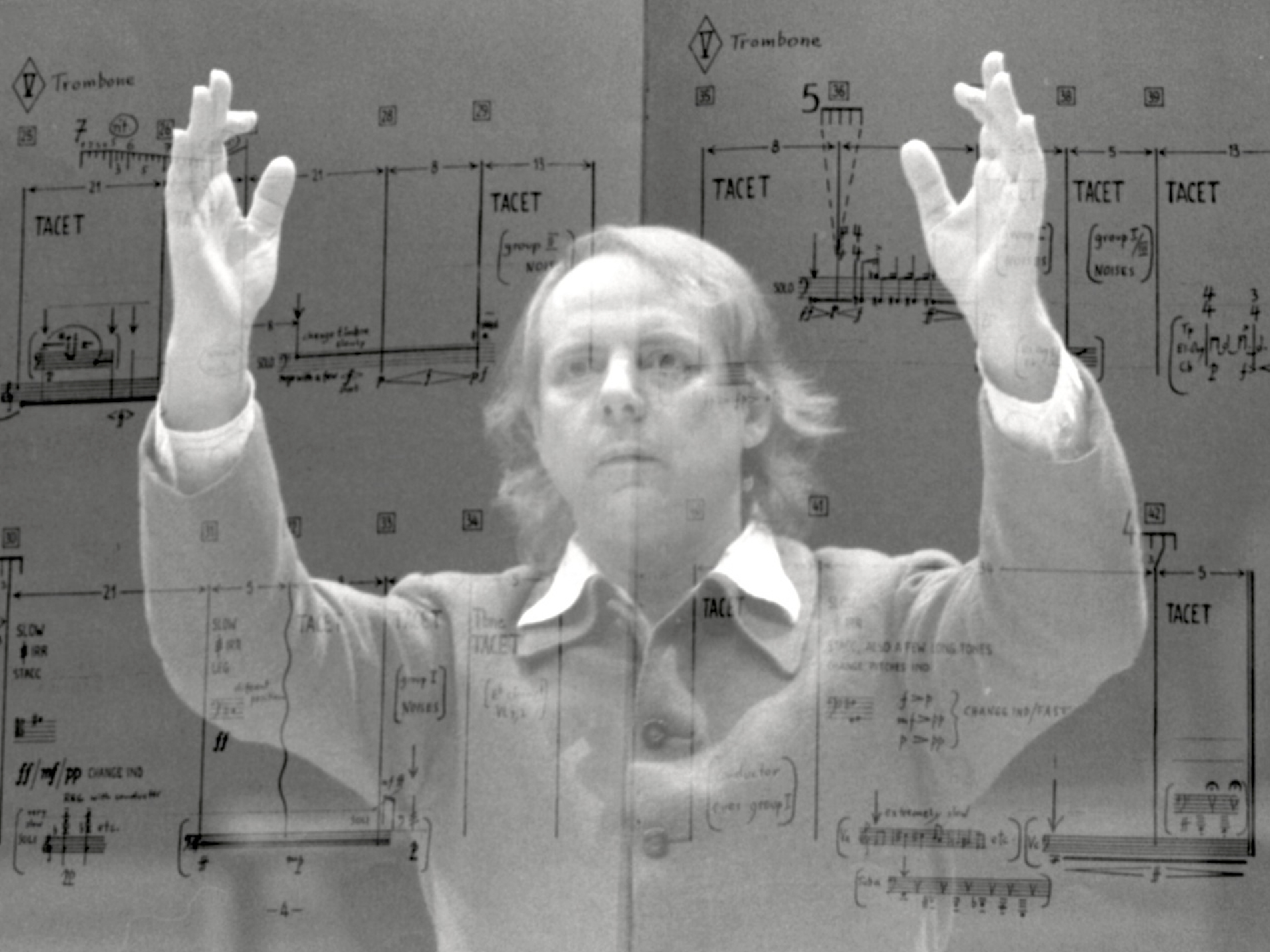
Karlheinz Stockhausen erhielt 1995 den Bach-Preis der Freien und Hansestadt Hamburg

Kulturförderung erfolgt in Deutschland auf kommunaler, regionaler, Landes- und Bundesebene. Der stark ausgeprägte Föderalismus spiegelt sich bei der Förderung von Kunst und Kultur wider. Die Zuständigkeit der Kulturförderung ist in den Landesverfassungen verankert, so etwa in Art. 18 Abs. 1 der Landesverfassung für Nordrhein-Westfalen: „Kultur, Kunst und Wissenschaft sind durch Land und Gemeinden zu fördern.“ Die Gemeinden leiten ihr Recht zur eigenständigen Kulturförderung direkt aus dem Grundgesetz (GG) ab. In Art. 30 GG wird die Kulturhoheit der Länder festgelegt: „Die Ausübung der staatlichen Befugnisse und die Erfüllung der staatlichen Aufgaben ist Sache der Länder, soweit das Grundgesetz keine anderen Regelungen trifft oder zuläßt.“ In Art. 28 Abs. 2 GG heißt es zudem: „Den Gemeinden muß das Recht gewährleistet sein, alle Angelegenheiten der örtlichen Gemeinschaft im Rahmen der Gesetze in eigener Verantwortung zu regeln.“ Aus juristischer Sicht ist jedoch diese vermeintliche Pflicht zur Kulturfinanzierung wegen der fehlenden Konkretisierung nur eine freiwillige Aufgabe. Von daher werden in Zeiten knapper öffentlicher Kassen häufig und zuallererst Gelder für kulturelle Zwecke gestrichen. Diesem Vorgehen wird von den Kulturschaffenden in letzter Zeit immer wieder das Argument der Umwegrentabilität entgegengehalten. Dieses beruht auf der Idee, dass staatliche finanzierte bzw. subventionierte Bereiche zwar keine direkten Rentabilitäten erwirtschaften, jedoch über den Umweg der zusätzlich getätigten Umsätze in der Region durchaus volkswirtschaftliche Gewinne generieren.
Ein weiterer Ausdruck des föderalistischen Kultursystems und gleichzeitig wiederum eigenständige Finanzierungsorgane sind die Kulturstiftung des Bundes und die Kulturstiftung der Länder.
Die Finanzierung des öffentlich-rechtlichen Kulturbetriebs setzt sich aus vier Bereichen zusammen: Erlöse (z. B. durch den Verkauf von Theaterkarten), Einnahmen aus betriebsnahen Strukturen (z. B. durch Fördervereine oder Stiftungen), Einnahmen von privater Seite sowie kommunale Zuschüsse (z. B. durch Fehlbedarfsfinanzierung).
Die öffentlichen Kulturausgaben (ohne kulturelle Daseinsvorsorge, wie z. B. Schulen als Kultuseinrichtungen) sanken in Deutschland von ca. 8,4 Milliarden Euro im Jahr 2001 auf etwa 7,88 Milliarden Euro im Jahr 2004, wobei die Länder und Gemeinden annähernd doppelt so viel wie der Bund einsparten. Im Jahr 2010 sind die Ausgaben jedoch wieder auf 9,6 Milliarden Euro gesteigert worden. Je nach Mehrheit in den für den jeweiligen Kulturhaushalt mitverantwortlichen Gremien, in der Regel Kultur-Ausschüsse, erfährt der Kulturbetrieb eine politisch beeinflusste Ausrichtung, weshalb der Kulturbetrieb nie ganz unumstritten ist. Teils ist dies politisch gewollt, teils rührt es von kulturellem Unverständnis seitens Teilen der Bevölkerung und/oder Teilen der politischen Parteien her. Dies führt, insbesondere nach Veränderungen in der politischen Zusammensetzung infolge von Wahlen innerhalb des jeweiligen Gemeinwesens, teils zu Wanderbewegungen von Künstlern, deren Lebensunterhalt von öffentlicher Kulturförderung abhängt.

#### Kulturförderung während der Corona-Pandemie
Der Kulturbereich ist wirtschaftliche stark durch die COVID-19-Pandemie betroffen. Zur Milderung der Auswirkungen gibt es verschiedene Maßnahmen (zum Beispiel Soforthilfe und Grundsicherung) der Bundesregierung und der Länder. So wurde zum Beispiel im Sommer 2020 das Programm NEUSTART KULTUR aufgelegt, welches zunächst bis zum Juni 2023 laufen soll. Ein anders Subventions-Instrument der Bundesregierung in der Wirtschaftspolitik im Bereich der Kultur stellt der Sonderfonds des Bundes für Kulturveranstaltungen dar. Dieser wurde im Sommer 2021 aufgelegt, endete am 31. Dezember 2022 und war mit 2,5 Milliarden Euro ausgestattet. Es wurde über 3.200 Kulturschaffende bei der Planung und Durchführung von circa 27.000 Veranstaltungen unterstützt.

### Schweiz
Ein Markenzeichen der Kulturförderung ist auch in der Schweiz die Vielfalt der Förderstrukturen, welche sich durch die föderale Verfasstheit des Landes, das Zusammenwirken der staatlichen Ebenen und ein breites Spektrum von staatlichen und privaten Trägerschaften und Organisationsformen auszeichnen.
2007 beliefen sich die Kulturausgaben der öffentlichen Hand in der Schweiz auf total 2,24 Milliarden Franken, was 0,43 Prozent des Bruttoinlandsproduktes (BIP) entsprach. Die staatlichen Kulturausgaben sind damit proportional etwas höher als in Deutschland (2005: 0,36 % des BIP), aber tiefer als in Frankreich (2002: 1,2 %). Knapp die Hälfte der staatlichen Kulturfördermittel der Schweiz entfällt auf die Gemeinden, und davon wiederum rund 43 Prozent auf die grossen Städte.

#### Kantone und Gemeinden
Entsprechend der föderalistischen Tradition der Schweiz sind primär die Kantone für die Kulturförderung zuständig. Die städtischen Zentren leisten ihrerseits maßgebliche Beiträge an die Kulturausgaben und sind die Brennpunkte kultureller Aktivitäten in der Schweiz. Jeder Kanton und alle grossen Städte weisen in ihrer Kulturförderung gewachsene Strukturen und Traditionen auf, so dass die kantonalen und städtischen Kulturfördermodelle sich deutlich unterscheiden. Zusammen tragen Kantone und Städte mit rund 85 Prozent zu den Kulturausgaben der öffentlichen Hand bei.
Von nicht zu unterschätzender Bedeutung für die Kulturförderung sind die Lotterien, deren Erträge (jährlich rund 400 Millionen Franken) von den Kantonen zugunsten von gemeinnützigen oder wohltätigen Zwecken verwendet werden müssen.

#### Bund
Der Bund agiert gemäss Artikel 69 der Bundesverfassung (BV) subsidiär. In der Praxis bedeutet dies, dass der Bund die Massnahmen der Kulturförderung trifft, welche die Kantone, die Gemeinden oder die Privaten nicht selber bewirken können. Umfassender sind die Aufgaben des Bundes in den kulturellen Fragen, in denen der Bund spezifische verfassungsrechtliche Kompetenzen hat, nämlich die Förderung des Schweizer Films (Art. 71 BV), der Sprachen (Art. 70 BV) sowie – als Verbundaufgabe von Bund und Kantonen – im Bereich von Heimatschutz und Denkmalpflege (Art. 78 BV).

##### Inland
Die Kulturarbeit des Bundes im Inland beruht im Wesentlichen auf dem Zusammenspiel des Bundesamts für Kultur (BAK) und der Stiftung Pro Helvetia. Die Fördertätigkeiten des BAK umfassen die drei Bereiche Kulturerbe (Heimatschutz und Denkmalpflege, Kulturgütertransfer, Museen und Sammlungen), Kulturschaffen (Film, Preise und Auszeichnungen, Unterstützung kultureller Organisationen) und kulturelle Basisförderung (Sprach- und Verständigungspolitik, musikalische Bildung, Leseförderung, Fahrende, Schweizerschulen im Ausland).
Die Schweizer Kulturstiftung Pro Helvetia ist eine Stiftung öffentlichen Rechts mit dem Auftrag, kulturelle Bestrebungen von gesamtschweizerischem Interesse zu fördern. Sie fördert das künstlerische Schaffen sowie die Kunstvermittlung, und sie unterstützt den Kulturaustausch im In- und mit dem Ausland.
Der Schwerpunkt der Förderaktivitäten liegt beim zeitgenössischen Kunstschaffen.
Die Volkskultur ist seit 2009 Teil des Portfolios von Pro Helvetia. Die Stiftung unterstützt Projekte auf vier Ebenen: aufgrund von Gesuchen (rund 70 % der Mittel), im Rahmen eigener Programme (rund 10 %) und über ihr Netz von Kulturzentren und Verbindungsbüros im Ausland (rund 17 %)
sowie mittels der Bereitstellung von Informations- und Promotionsmaterialien (rund 3 %). Die Stiftung wird vollumfänglich vom Bund finanziert.
Die Schweizerische Nationalbibliothek (NB) mit dem Schweizerischen Literaturarchiv (SLA) und weiteren Spezialsammlungen, sowie das Schweizerische Nationalmuseum (SNM) – mit den drei Museen Landesmuseum Zürich, Château de Prangins und Forum Schweizer Geschichte Schwyz sowie dem Sammlungszentrum in Affoltern am Albis – sind weitere Träger der Kulturförderung des Bundes.

##### Ausland
Die Förderung des internationalen Kulturaustauschs ist eine der Kernaufgaben von Pro Helvetia. Die Stiftung vergibt zwei Drittel ihres Budgets für Projekte im internationalen Kontext.

## Private Kulturförderung

### Unterschied zur öffentlichen Kulturförderung
Private Kulturförderung ergänzt die Förderung durch die öffentliche Hand nicht nur finanziell, sondern auch thematisch: Während private Kulturförderer, insbesondere Sponsoren, eher an Einzelvorhaben interessiert sind und sich dabei häufig an der Publikumswirksamkeit orientieren, ist öffentliche Kulturförderung stärker auf Kontinuität ausgerichtet: Sie gewährleistet die kulturelle Grundversorgung, trägt zur Nachwuchsförderung bei und unterstützt besonders experimentelle und innovative Vorhaben.

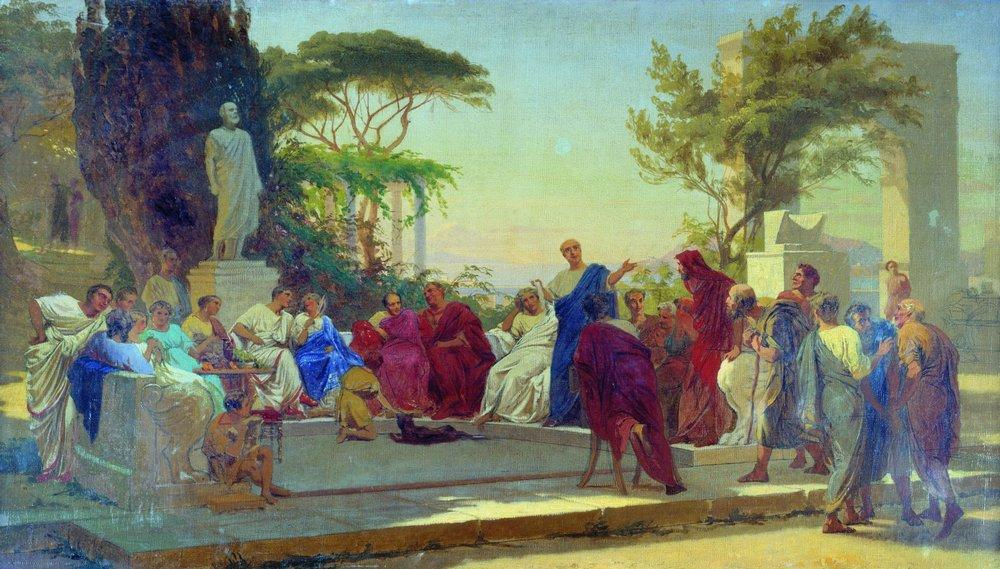
Darstellung von Maecenas mit Horatius

### Mäzenat
Freiwillige Förderungen von Kunst und Kultur durch Privatpersonen ohne Gegenleistung bestehen bereits seit den Antiken. Vom Berater des Kaisers Augustus, Gaius Maecenas, stammt der Begriff Mäzen.

### Genossenschaften und Stiftungen
Eine Zwischenstellung nehmen Genossenschaften und die immer zahlreicheren Stiftungen ein, die ihre Beiträge im Gegensatz zu gewinnorientierten Unternehmen nicht an direkte Gegenleistungen knüpfen.
Verschiedene Staaten haben Anreize für Private geschaffen, sich für Kunst und Kultur zu engagieren. Diese liegen vor allem im Steuerrecht. Sind Kulturinstitutionen als gemeinnützig anerkannt, sind sie etwa in Deutschland von der Körperschaftssteuer und der Gewerbesteuer befreit. Ein weiterer Vorteil liegt z. B. in der Berechtigung, steuervergünstigte Spenden entgegenzunehmen. Zu den Instrumenten der privaten Kulturfinanzierung gehören neben den Spenden auch das Sponsoring und das Fundraising.

### Private Kulturförderung in der Schweiz
Schätzungen zufolge unterstützen Schweizer Unternehmen die Kultur durch Sponsoring und Mäzenatentum mit rund 320 Millionen Franken pro Jahr. Umfassende Studien über den Gesamtumfang der privaten Kulturförderung fehlen allerdings. Insbesondere der Beitrag des intermediären Sektors, namentlich der gemeinnützigen Stiftungen und der Lotterien, ist bisher kaum beziffert worden.

## Komplementäre Kulturförderung
Neben den Instrumenten der rein staatlichen und der rein privaten Kulturförderung gibt es auch Methoden der gemischten Kulturförderung, die vornehmlich in den USA und in England praktiziert werden. Hierzu zählen die Methoden des Matching-Fund und des Public Private Partnership.